# Lou Bega
David Lubega ismertebb nevén: Lou Bega (München, Németország 1975. április 13. –) német mambozenész. Legnépszerűbb slágere az 1999-es Mambo No. 5 (A Little Bit of…) című dal, melynek zenei alapjait Pérez Prado 1949-ben megjelent dalából merítette. Bega legfőképpen a 40-es 50-es évek zenei elemeit használja fel dalaiban.

## Magánélete
Lou Bega Münchenben született olasz és ugandai származású szülőktől. Édesanyja Szicíliából származik, míg édesapja Ugandai származású. Apja Charles 1972-ben Németországba utazott, hogy a Müncheni Ludwig Maximilian Egyetemen biológiát tanuljon. Bega 6 éves koráig főleg édesanyjával volt Olaszországban, majd Münchenbe költöztek, ahol Bega német általános iskolába járt. Tinédzserként az Egyesült Államokba, azon belül Miamiba utazott, ahol a Mambo No. 5 (A Little Bit Of...) című dal inspirációt adott neki zenei karrierjéhez. Bega fél évig Ugandában élt, jelenleg Berlinben él.
2014. január 7-én feleségül vette barátnőjét Jenieva Jane-t, aki öt éves lányának Jada Love-nak az édesanyja. Az esküvő a Las Vegas-i Graceland ünnepi kápolnában zajlott.

## Karrierje
Bega zenei karrierjét 13 évesen rapperként kezdte, és két barátjával egy hiphopcsapatot alakítottak. Ennek eredményeképpen 1990-ben megjelent első lemezük. Bega tinédzserként Miamiba költözött, ahol felfedezte a latin zenét, majd visszatért Müchenbe, ahol korábbi menedzserével Goar Biesenkaptal-lal, valamint Frank Lio (Achim Kleist), és Donald Fact (Wolfgang von Webenau) zeneszerzőkkel felvették a Mambo No. 5 (A Little Bit Of ...) című slágert, majd lemezszerződést írt alá a Lautstark lemezcéggel.
Bega első kislemeze a Mambo No. 5 (A Little Bit Of ...) 1999-ben világszerte sláger lett, és a legtöbb európai országban listavezető volt, úgy mint Németországban, az Egyesült Királyságban, Franciaországban, és az Egyesült Államokban is. Franciaországban a dal 20 hétig volt első helyezett. A Channel 4 brit televíziós csatorna 1999 és 2005 között krikett mérkőzésein használta fel a dalt.
1999 július 19-én megjelent Bega első debütáló albuma A Little Bit Of Mambo címmel, mely Németországban és az Egyesült Államokban is megjelent. Az Egyesült Királyságban mérsékelt siker volt az album, viszont Ausztriában, Kanadában, Finnországban, Magyarországon és Svájcban 1. helyezett lett a slágerlistán. Az albumról kimásolt második kislemez az I Got A Girl több európai országban Top 10-es sláger lett, köztük Franciaországban, Finnországban és Belgiumban is. Harmadik Tricky Tricky című dala a Kanadai slágerlistán a 18. helyezett lett. míg az amerikai Billboard listán a 74. pozíciót érte el. Mambo Mambo című slágere Franciaországban a 11. helyen végzett.
Bega második stúdióalbuma a Ladies And Gentlemen 2001 május 28-án jelent meg, azonban nem bizonyult annyira sikeresnek, mint első debütáló albuma. Németországban az album az 54. helyig jutott.[forrás?] A svájci albumlistán a 23. helyezett lett. Az albumról két kislemez jelent meg a Just A Gigolo és a Gentleman című. Mindkettő mérsékelt siker volt csupán.
Bega harmadik stúdióalbuma Lounatic címmel jelent meg 2005 május 10-én, azonban slágerlistás helyezést nem ért el.
2010 május 21-én megjelent Bega 4. stúdióalbuma Free Again címmel, azonban ez sem volt túlzott siker, csupán Svájcban lett helyezett, ott a 78. helyéig jutott az albumlistán.
Bega 5. stúdióalbuma az A Little Bit Of 80's 2013 június 28-án jelent meg Németországban az Ariola kiadónál. Ezen a lemezen ismert slágereket dolgoz fel, úgy mint Sade Smooth Operator, Pointer Sisters I'm So Excited, Righeira Vamos A La Playa, Culture Club Karma Chameleon című slágereket. Az albumon található Give It Up Németországban a 6. helyezett volt a slágerlistán.

## Fellépései
Bega a világ számos országában fellépett, többek között Las Vegasban, Tokióban, Moszkvában, Hongkongban, az Egyesült Arab Emírségekben, rendkívül sikeres előadásaival. Szerepelt Jay Leno The Tonight Show műsorában, valamint a német Wetten Das... című show-műsorban, ahol két dalt adott elő. 2007 szilveszterén Lengyelországban lépett fel, valamint az American Music Awards díjkiosztót is celebrálta. 2016 júliusában Bega külön meghívott vendég volt Andre Rieu maastrichti koncertjén.

## Egyéb megjelenések
Bega énekel a Disney Channel animációs sorozatában, a Brandy és Mr. Bajusz című mesefilmben, de szerepel a Tropico számítógépes játékban is, mint diktatórikus karakter. Az Ubi Soft / Disney Interactive videójátékban a Walt Disney The Jungle Book Rhythm n' Groove-ban Bega is részt vesz, az abban lévő kihívásokban. A játékos táncolhat Louie királyként. Bega szintén részt vett a francia rajzfilmsorozat, Marsupilami zenéjének írásában is.
2006-ban megjelent a C'est La Vie című dal, melyet Bega Edvin Martonnal közösen vett fel, és melyhez videóklip is készült, azonban a dal nem szerepel egy Lou Bega lemezen sem, csupán Bega MySpace oldalán lehetett meghallhatni, illetve Marton Stradivarius albumán jelent meg bónusz dalként.

## Díjak
- 1999: "A legjobb nemzetközi dal", a Festivalbar (a "Mambo No. 5 (A Little Bit of ...)")
- 2000: "Év nemzetközi dala", NRJ Music Awards ("Mambo No. 5 (A Little Bit of ...)")
- 2000: "Az év nemzetközi dala", ECHO ("Mambo No. 5 (A Little Bit of ...)")
- 2000: "Legjobb külföldi művész", ECHO
- 1999-ben Bega Grammy-díjat kapott a "Legjobb férfi előadó" kategóriában

Bega a német Echo díjat két kategóriában kapta meg, és öt alkalommal volt jelölve. Egyéb elismerései közé tartozik a Grammy-díj, a Cannes-i World Music Entertainment díj, a Los Angeles-i Blockbuster Entertainment Award, a Verona Festival Bar, Az Amadeus Bécsi díj, és a Bunte New Faces díj is.

## Videóklipek
| Év   | Dal                                      | Rendező       |
| ---- | ---------------------------------------- | ------------- |
| 1999 | Mambo No. 5 (A Little Bit of...)         | Jorn Heitmann |
| 1999 | I Got a Girl                             | –             |
| 1999 | Tricky, Tricky                           | –             |
| 2000 | Mambo Mambo                              | –             |
| 2001 | Gentleman                                | –             |
| 2001 | Just a Gigolo                            | –             |
| 2006 | Bachata                                  | –             |
| 2006 | C'est la Vie (Lou Bega and Edvin Marton) | –             |
| 2006 | You Wanna Be Americano                   | –             |
| 2007 | Conchita                                 | –             |
| 2010 | Boyfriend                                | Dave Coba     |
| 2010 | Sweet Like Cola                          | Oliver Sommer |
| 2013 | Give It Up                               | –             |

## Egyéb megjelenések
| Év   | Cím                                     | Rendező           | Jegyzetek                                                  |
| ---- | --------------------------------------- | ----------------- | ---------------------------------------------------------- |
| 2000 | I Wanna Be Like You                     | Volker Hannvacker | Disney video from the PC Game Jungle Book                  |
| 2000 | Disney Mambo No. 5 (A Little Bit of...) | –                 | Radio Disney version of "Mambo No. 5 (A Little Bit of...)" |